# Инагава
Инагава (яп. 猪名川町 Инагава-тё:) — посёлок в Японии, находящийся в уезде Кавабе префектуры Хиого. Площадь посёлка составляет 90,41 км², население — 31 038 человек (1 августа 2014), плотность населения — 343,30 чел./км².

## Географическое положение
Посёлок расположен на острове Хонсю в префектуре Хиого региона Кинки. С ним граничат города Каваниси, Такарадзука, Санда, Сасаяма и посёлок Носе.

## Население
Население посёлка составляет 31 038 человек (1 августа 2014), а плотность — 343,30 чел./км². Изменение численности населения с 1980 по 2005 годы:
| 1980 | 11 526 чел. |  |
| 1985 | 14 430 чел. |  |
| 1990 | 21 558 чел. |  |
| 1995 | 27 130 чел. |  |
| 2000 | 29 094 чел. |  |
| 2005 | 30 021 чел. |  |

## Символика
Деревом посёлка считается сосна, цветком — рододендрон.